# Vlkanová

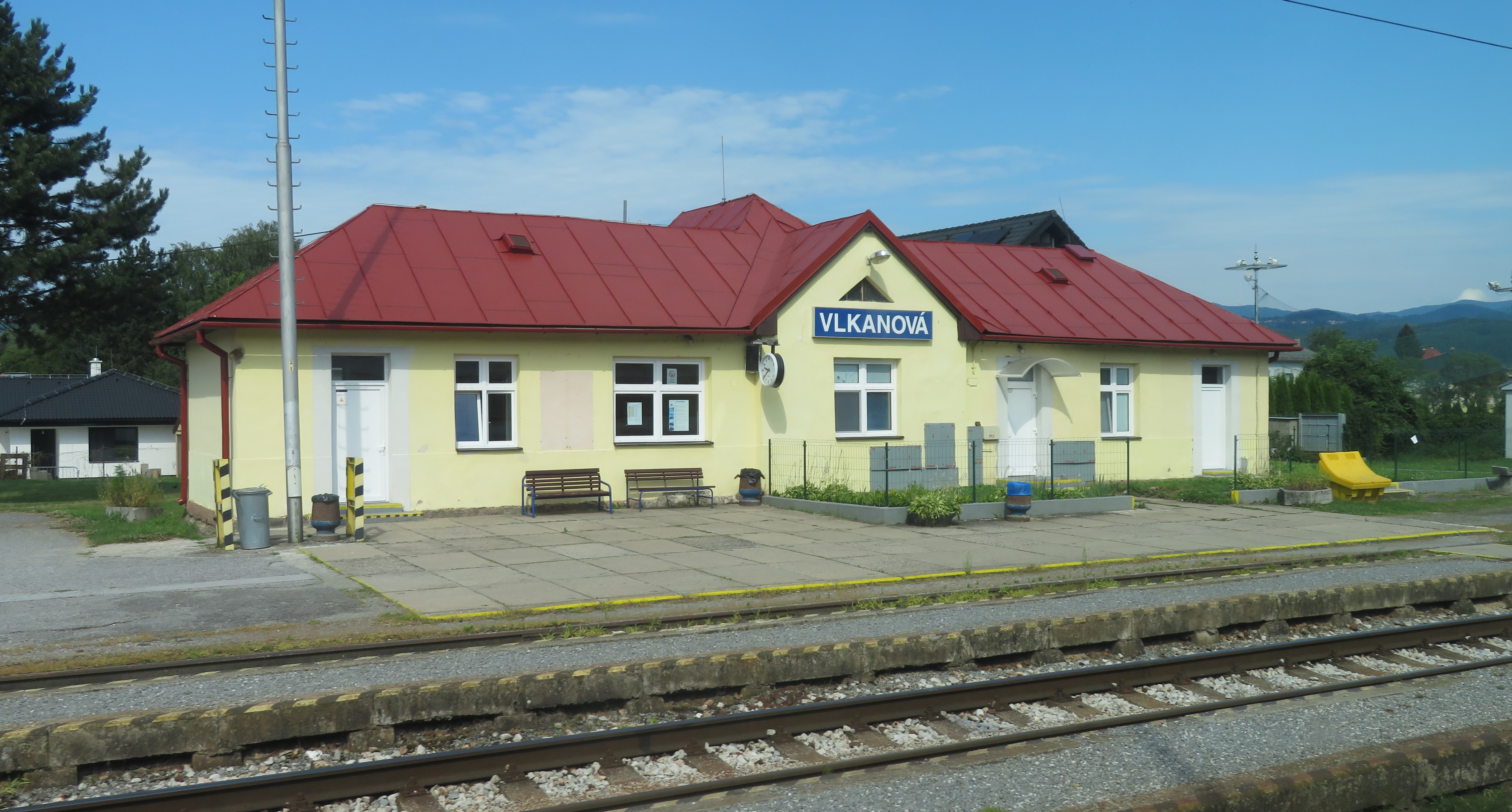
Bahnhof von Vlkanová

Vlkanová (bis 1927 slowakisch „Vlkanova Peťová“; ungarisch Farkaspetőfalva – bis 1895 Farkasfalva) ist eine Gemeinde in der Mitte der Slowakei, mit 1273 Einwohnern (Stand 31. Dezember 2024) und gehört zum Okres Banská Bystrica, einem Kreis des Banskobystrický kraj.

## Geographie
Die Gemeinde liegt am linken Ufer des Hron im Talkessel Zvolenská kotlina. Das Ortszentrum liegt auf einer Höhe von 320 m n.m. und ist neun Kilometer südlich von Banská Bystrica gelegen.

## Geschichte
Der Ort wurde zum ersten Mal 1293 als Welchena schriftlich erwähnt.
1895 wurde der bisher selbstständige Ort Peťová (ungarisch Petőfalva) eingemeindet.
1979–1990 war Vlkanová Teil der Stadt Banská Bystrica.

## Bevölkerung
| Jahr                | 1994 | 2004     | 2014  | 2024    |
| ------------------- | ---- | -------- | ----- | ------- |
| Anzahl der Personen | 815  | 1080     | 1296  | 1273    |
| Unterschied         |      | +32,51 % | +20 % | −1,77 % |

| Jahr                | 2023 | 2024    |
| ------------------- | ---- | ------- |
| Anzahl der Personen | 1276 | 1273    |
| Unterschied         |      | −0,23 % |

Ergebnisse nach der Volkszählung 2001 (851 Einwohner):
| Nach Ethnie: - 95,30 % Slowaken - 2,94 % Zigeuner - 0,94 % Tschechen | Nach Religion: - 53,02 % römisch-katholisch - 20,56 % evangelisch - 20,56 % konfessionslos |

## Bauwerke
- Landschloss aus dem 17. Jahrhundert mit vier Ecktürmen
- römisch-katholische Kirche Mariä Himmelfahrt